# Campionatul Național Togolez
Togolese Championnat National este primul eșalon din sistemul competițional fotbalistic din Togo.

## Echipele sezonului 2010
- Abou Ossé FC (Anié)
- AC Semassi FC (Sokodé)
- AS Douane (Lomé)
- ASKO Kara (Kara)
- Dynamic Togolais (Lomé)
- Étoile Filante
- Gomido FC (Kpalime)
- Kotoko FC (Lavié)
- Maranatha FC (Fiokpo)
- Tchaoudjo AC (Sokodé)
- US Kokori
- US Masséda
- TBD
- TBD

### Retrogradate în 2009
- AC Merlan (Lomé)
- AS Togo-Port (Lomé)
- Foadan FC
- Togo Telecom FC (Lomé)

## Foste campioane
| - 1961 : Étoile Filante - 1962 : Étoile Filante - 1963 : campionat necunoscut - 1964 : Étoile Filante - 1965 : Étoile Filante - 1966 : Modèle - 1967 : Étoile Filante - 1968 : Étoile Filante - 1969 : Modèle - 1970 : Dynamic Togolais (Lomé) - 1971 : Dynamic Togolais (Lomé) - 1972 : Modèle - 1973 : Modèle - 1974 : Lomé 1 - 1975 : Lomé 1 - 1976 : Lomé 1 - 1977 : nu s-a disputat | - 1978 : AC Semassi (Sokodé) - 1979 : AC Semassi (Sokodé) - 1980 : OC Agaza (Lomé) - 1981 : AC Semassi (Sokodé) - 1982 : AC Semassi (Sokodé) - 1983 : AC Semassi (Sokodé) - 1984 : OC Agaza (Lomé) - 1985 : ASFOSA (Lomé) - 1986 : ASFOSA (Lomé) - 1987 : Doumbé FC (Sansanné-Mango) - 1988 : ASKO Kara (Kara) - 1989 : ASKO Kara (Kara) - 1990 : Ifodjè (Atakpamé) - 1991 : nu s-a disputat - 1992 : Étoile Filante - 1993 : AC Semassi (Sokodé) - 1994 : AC Semassi (Sokodé) | - 1995 : AC Semassi (Sokodé) - 1996 : ASKO Kara (Kara) - 1997 : Dynamic Togolais (Lomé) - 1998 : nu s-a disputat - 1999 : AC Semassi (Sokodé) - 2000 : neterminat - 2001 : Dynamic Togolais (Lomé) - 2002 : AS Douane (Lomé) - 2003/04 : Dynamic Togolais (Lomé) - 2004/05 : AS Douane (Lomé) - 2005/06 : Maranatha FC (Fiokpo) - 2006/07 : ASKO Kara (Kara) - 2007/08 : nu s-a disputat - 2008/09 : ASKO Kara (Kara) |

## Performanțe după club
| Club             | Campioni |
| ---------------- | -------- |
| AC Semassi       | 9        |
| Étoile Filante   | 7        |
| Dynamic Togolais | 5        |
| ASKO Kara        | 5        |
| Modèle           | 4        |
| Lomé 1           | 3        |
| OC Agaza         | 2        |
| ASFOSA           | 2        |
| AS Douane        | 2        |
| Doumbé FC        | 1        |
| Ifodjè           | 1        |
| Maranatha FC     | 1        |